# 瀧花巧一
瀧花 巧一（たきはな こういち、1955年 - ）は、日本の化学者。大塚製薬元執行役員・シニアディレクター。全国清涼飲料連合会2019アドバイザー・
元環境部長。日本容器包装リサイクル協会ガラスびん事業委員会・紙容器事業委員会元委員。  

## 略歴
大阪工業大学工学部応用化学科卒業。1978年大塚製薬入社。徳島支店長、大阪支店長、製品部長、能力開発研究所所長、業務管理部部長などを歴任し、2010年同社執行役員・シニアディレクター。
主な所属団体は、全国清涼飲料連合会、食品容器環境美化協会、日本容器包装リサイクル協会。環境問題の取り組みとして、消費者市民社会をつくる会(ASCON)主催「海洋プラスチックごみ問題」勉強会2018で講師を務めている。